# Сербия на летних Олимпийских играх 2008
Самостоятельное участие сборной Сербии в летних Олимпийских играх 2008 в Пекине было вторым за последние 96 лет. После 1912 сербские спортсмены участвовали в сборной Королевства Югославия, Федеративной Народной Республики Югославия, Социалистической Федеративной Республики Югославия, независимых олимпийских участников, Союзной Республики Югославия и в 2004 — Сербии и Черногории.

## Медали
В неофициальном общекомандном зачёте сборная Сербии заняла 61 место, завоевав одну серебряную и две бронзовые медали. К тому же, если не брать в расчёт медали Югославии и СиЧ, это первые награды, завоёванные сборной под флагом Сербии, так как в 1912 сербским спортсменам не удалось завоевать ни одной медали.
| Серебро |               |                                            |            |      |
| №       | Спортсмен     | Вид спорта (дисциплина)                    | Дата       | Фото |
| 1       | Милорад Чавич | Плавание (баттерфляй, 100 метров, мужчины) | 16 августа |      |

| Бронза | |                                    |            |      |
| №      | Спортсмен (-ы) | Вид спорта (дисциплина)            | Дата       | Фото |
| 1      | Новак Джокович | Теннис (одиночный разряд, мужчины) | 16 августа |      |
| 2      | Денис Шефик, Андрия Прлаинович, Живко Гоцич, Ваня Удовичич, Деян Савич, Душко Пиетлович, Филип Филипович, Александар Чирич, Александар Шапич, Бранко Пекович, Владимир Вуясинович, Слободан Соро, Никола Раджен | Водное поло (мужчины)              | 24 августа |      |

## Результаты соревнований

### Академическая гребля
В следующий раунд из каждого заезда проходили несколько лучших экипажей (в зависимости от дисциплины). В финал A выходили 6 сильнейших экипажей, остальные разыгрывали места в утешительных финалах B-F. Участвовало три спортсмена в двух дисциплинах.
Мужчины
| Соревнование | Спортсмены              | Предварительный заезд | Предварительный заезд | Предварительный заезд | Отборочный заезд | Отборочный заезд | Отборочный заезд | Четвертьфинал | Четвертьфинал | Четвертьфинал | Полуфинал | Полуфинал | Полуфинал | Финал   | Финал   | Итоговое место |
| Соревнование | Спортсмены              | Заезд                 | Время                 | Место                 | Заезд            | Время            | Место            | Заезд         | Время         | Место         | Заезд     | Время     | Место     | Время   | Место   | Итоговое место |
| ------------ | ----------------------- | --------------------- | --------------------- | --------------------- | ---------------- | ---------------- | ---------------- | ------------- | ------------- | ------------- | --------- | --------- | --------- | ------- | ------- | -------------- |
| двойки       | Горан Ягар Никола Стоич | 3                     | 6:46,71               | 2 Q                   | не участвовали   | не участвовали   | не участвовали   | не проводится | не проводится | не проводится | 2         | 6:38,96   | 4         | Финал B | Финал B | 7              |
| двойки       | Горан Ягар Никола Стоич | 3                     | 6:46,71               | 2 Q                   | не участвовали   | не участвовали   | не участвовали   | не проводится | не проводится | не проводится | 2         | 6:38,96   | 4         | 6:49,12 | 1       | 7              |

Женщины
| № | Спортсмен     | Год и место рождения   | Дисциплина         | Результаты выступлений | Примечание |
| - | ------------- | ---------------------- | ------------------ | --- | ---------- |
| 1 | Ива Обрадович | 1984, Нови-Сад, Сербия | одиночки (женщины) | Отборочные гонки: 7:49,13 (2 место в заходе) Четвертьфинал: 7:39,16 (3 место в заходе) Полуфинал А/В: 7:52,39 (5 место в заходе) Итог: выбывает в финал В Финал В: 7:53,83 (5 место в заходе) Итог: общее 11 место (6 финал А + 5) |            |

### Борьба
Участвовало два спортсмена в одном виде борьбы — греко-римской, но в разных весовых категориях — до 55 и до 60 кг.
| № | Спортсмен      | Год и место рождения   | Дисциплина                      | Результаты выступлений | Примечание                                             |
| - | -------------- | ---------------------- | ------------------------------- | --- | ------------------------------------------------------ |
| 1 | Кристиян Фрис  | 1984, Сента, Сербия    | греко-римская борьба (до 55 кг) | Квалификация: Юрий Коваль — 10:7 (6:4, 1:2, 3:1) 1/8 финала: Назир Манкиев — 0:10 (0:4, 0:6) Итог: выбыл в 1 раунд утешительного турнира Утешительный турнир, 1 раунд: Ильдар Хафизов — 5:1 (4:0, 1:1) Утешительный турнир, 2 раунд: Хамид Сорьян — 1:6 (0:5, 1:1) Итог: 7 место из 19 спортсменов | Сербия в общекомандном зачёте заняла 23 место (4 очка) |
| 2 | Давор Штефанек | 1985, Суботица, Сербия | греко-римская борьба (до 60 кг) | 1/8 финала: Дилшод Арипов — 2:5 (1:1, 1:4) Итог: 15 место из 20 спортсменов | Сербия в общекомандном зачёте заняла 23 место (4 очка) |

### Водное поло
Участвовало 13 спортсменов мужской команды. Главный тренер — Деян Удовичич
| №  | Спортсмен           | Год и место рождения      | Дисциплина                   | Результаты выступлений | Примечание                                           |
| -- | ------------------- | ------------------------- | ---------------------------- | --- | ---------------------------------------------------- |
| 1  | Денис Шефик         | 1976, Ниш, Сербия         | водное поло (мужской турнир) | Группа В: Германия — 11:7 (1:3, 5:2, 2:2, 3:0) Хорватия — 8:11 (3:1, 1:4, 1:4, 3:2) США — 4:2 (0:0, 2:1, 2:0, 0:1) Китай — 15:5 (5:2, 2:1, 4:2, 4:0) Италия — 12:13 (3:3, 2:3, 3:5, 4:2) Итог: 3 место в группе, вышли в четвертьфинал Четвертьфинал: Испания — 9:5 (0:1, 5:1, 2:1, 2:2) Полуфинал: США — 5:10 (3:3, 1:2, 1:2, 0:3) Матч за третье место: Черногория — 6:4 (2:0, 2:1, 2:1, 0:2) Итог: бронзовая медаль | Вторая бронзовая медаль Сербии на Олимпиаде в Пекине |
| 2  | Андрия Прлаинович   | 1987, Дубровник, Хорватия | водное поло (мужской турнир) | Группа В: Германия — 11:7 (1:3, 5:2, 2:2, 3:0) Хорватия — 8:11 (3:1, 1:4, 1:4, 3:2) США — 4:2 (0:0, 2:1, 2:0, 0:1) Китай — 15:5 (5:2, 2:1, 4:2, 4:0) Италия — 12:13 (3:3, 2:3, 3:5, 4:2) Итог: 3 место в группе, вышли в четвертьфинал Четвертьфинал: Испания — 9:5 (0:1, 5:1, 2:1, 2:2) Полуфинал: США — 5:10 (3:3, 1:2, 1:2, 0:3) Матч за третье место: Черногория — 6:4 (2:0, 2:1, 2:1, 0:2) Итог: бронзовая медаль | Вторая бронзовая медаль Сербии на Олимпиаде в Пекине |
| 3  | Никола Раджен       | 1985, Сомбор, Сербия      | водное поло (мужской турнир) | Группа В: Германия — 11:7 (1:3, 5:2, 2:2, 3:0) Хорватия — 8:11 (3:1, 1:4, 1:4, 3:2) США — 4:2 (0:0, 2:1, 2:0, 0:1) Китай — 15:5 (5:2, 2:1, 4:2, 4:0) Италия — 12:13 (3:3, 2:3, 3:5, 4:2) Итог: 3 место в группе, вышли в четвертьфинал Четвертьфинал: Испания — 9:5 (0:1, 5:1, 2:1, 2:2) Полуфинал: США — 5:10 (3:3, 1:2, 1:2, 0:3) Матч за третье место: Черногория — 6:4 (2:0, 2:1, 2:1, 0:2) Итог: бронзовая медаль | Вторая бронзовая медаль Сербии на Олимпиаде в Пекине |
| 4  | Ваня Удовичич       | 1982, Белград, Сербия     | водное поло (мужской турнир) | Группа В: Германия — 11:7 (1:3, 5:2, 2:2, 3:0) Хорватия — 8:11 (3:1, 1:4, 1:4, 3:2) США — 4:2 (0:0, 2:1, 2:0, 0:1) Китай — 15:5 (5:2, 2:1, 4:2, 4:0) Италия — 12:13 (3:3, 2:3, 3:5, 4:2) Итог: 3 место в группе, вышли в четвертьфинал Четвертьфинал: Испания — 9:5 (0:1, 5:1, 2:1, 2:2) Полуфинал: США — 5:10 (3:3, 1:2, 1:2, 0:3) Матч за третье место: Черногория — 6:4 (2:0, 2:1, 2:1, 0:2) Итог: бронзовая медаль | Вторая бронзовая медаль Сербии на Олимпиаде в Пекине |
| 5  | Деян Савич          | 1975, Белград, Сербия     | водное поло (мужской турнир) | Группа В: Германия — 11:7 (1:3, 5:2, 2:2, 3:0) Хорватия — 8:11 (3:1, 1:4, 1:4, 3:2) США — 4:2 (0:0, 2:1, 2:0, 0:1) Китай — 15:5 (5:2, 2:1, 4:2, 4:0) Италия — 12:13 (3:3, 2:3, 3:5, 4:2) Итог: 3 место в группе, вышли в четвертьфинал Четвертьфинал: Испания — 9:5 (0:1, 5:1, 2:1, 2:2) Полуфинал: США — 5:10 (3:3, 1:2, 1:2, 0:3) Матч за третье место: Черногория — 6:4 (2:0, 2:1, 2:1, 0:2) Итог: бронзовая медаль | Вторая бронзовая медаль Сербии на Олимпиаде в Пекине |
| 6  | Душко Пиетлович     | 1985, Нови-Сад, Сербия    | водное поло (мужской турнир) | Группа В: Германия — 11:7 (1:3, 5:2, 2:2, 3:0) Хорватия — 8:11 (3:1, 1:4, 1:4, 3:2) США — 4:2 (0:0, 2:1, 2:0, 0:1) Китай — 15:5 (5:2, 2:1, 4:2, 4:0) Италия — 12:13 (3:3, 2:3, 3:5, 4:2) Итог: 3 место в группе, вышли в четвертьфинал Четвертьфинал: Испания — 9:5 (0:1, 5:1, 2:1, 2:2) Полуфинал: США — 5:10 (3:3, 1:2, 1:2, 0:3) Матч за третье место: Черногория — 6:4 (2:0, 2:1, 2:1, 0:2) Итог: бронзовая медаль | Вторая бронзовая медаль Сербии на Олимпиаде в Пекине |
| 7  | Филип Филипович     | 1987, Белград, Сербия     | водное поло (мужской турнир) | Группа В: Германия — 11:7 (1:3, 5:2, 2:2, 3:0) Хорватия — 8:11 (3:1, 1:4, 1:4, 3:2) США — 4:2 (0:0, 2:1, 2:0, 0:1) Китай — 15:5 (5:2, 2:1, 4:2, 4:0) Италия — 12:13 (3:3, 2:3, 3:5, 4:2) Итог: 3 место в группе, вышли в четвертьфинал Четвертьфинал: Испания — 9:5 (0:1, 5:1, 2:1, 2:2) Полуфинал: США — 5:10 (3:3, 1:2, 1:2, 0:3) Матч за третье место: Черногория — 6:4 (2:0, 2:1, 2:1, 0:2) Итог: бронзовая медаль | Вторая бронзовая медаль Сербии на Олимпиаде в Пекине |
| 8  | Александар Чирич    | 1977, Белград, Сербия     | водное поло (мужской турнир) | Группа В: Германия — 11:7 (1:3, 5:2, 2:2, 3:0) Хорватия — 8:11 (3:1, 1:4, 1:4, 3:2) США — 4:2 (0:0, 2:1, 2:0, 0:1) Китай — 15:5 (5:2, 2:1, 4:2, 4:0) Италия — 12:13 (3:3, 2:3, 3:5, 4:2) Итог: 3 место в группе, вышли в четвертьфинал Четвертьфинал: Испания — 9:5 (0:1, 5:1, 2:1, 2:2) Полуфинал: США — 5:10 (3:3, 1:2, 1:2, 0:3) Матч за третье место: Черногория — 6:4 (2:0, 2:1, 2:1, 0:2) Итог: бронзовая медаль | Вторая бронзовая медаль Сербии на Олимпиаде в Пекине |
| 9  | Александар Шапич    | 1978, Белград, Сербия     | водное поло (мужской турнир) | Группа В: Германия — 11:7 (1:3, 5:2, 2:2, 3:0) Хорватия — 8:11 (3:1, 1:4, 1:4, 3:2) США — 4:2 (0:0, 2:1, 2:0, 0:1) Китай — 15:5 (5:2, 2:1, 4:2, 4:0) Италия — 12:13 (3:3, 2:3, 3:5, 4:2) Итог: 3 место в группе, вышли в четвертьфинал Четвертьфинал: Испания — 9:5 (0:1, 5:1, 2:1, 2:2) Полуфинал: США — 5:10 (3:3, 1:2, 1:2, 0:3) Матч за третье место: Черногория — 6:4 (2:0, 2:1, 2:1, 0:2) Итог: бронзовая медаль | Вторая бронзовая медаль Сербии на Олимпиаде в Пекине |
| 10 | Владимир Вуясинович | 1973, Риека, Хорватия     | водное поло (мужской турнир) | Группа В: Германия — 11:7 (1:3, 5:2, 2:2, 3:0) Хорватия — 8:11 (3:1, 1:4, 1:4, 3:2) США — 4:2 (0:0, 2:1, 2:0, 0:1) Китай — 15:5 (5:2, 2:1, 4:2, 4:0) Италия — 12:13 (3:3, 2:3, 3:5, 4:2) Итог: 3 место в группе, вышли в четвертьфинал Четвертьфинал: Испания — 9:5 (0:1, 5:1, 2:1, 2:2) Полуфинал: США — 5:10 (3:3, 1:2, 1:2, 0:3) Матч за третье место: Черногория — 6:4 (2:0, 2:1, 2:1, 0:2) Итог: бронзовая медаль | Вторая бронзовая медаль Сербии на Олимпиаде в Пекине |
| 11 | Бранко Пекович      | 1979, Белград, Сербия     | водное поло (мужской турнир) | Группа В: Германия — 11:7 (1:3, 5:2, 2:2, 3:0) Хорватия — 8:11 (3:1, 1:4, 1:4, 3:2) США — 4:2 (0:0, 2:1, 2:0, 0:1) Китай — 15:5 (5:2, 2:1, 4:2, 4:0) Италия — 12:13 (3:3, 2:3, 3:5, 4:2) Итог: 3 место в группе, вышли в четвертьфинал Четвертьфинал: Испания — 9:5 (0:1, 5:1, 2:1, 2:2) Полуфинал: США — 5:10 (3:3, 1:2, 1:2, 0:3) Матч за третье место: Черногория — 6:4 (2:0, 2:1, 2:1, 0:2) Итог: бронзовая медаль | Вторая бронзовая медаль Сербии на Олимпиаде в Пекине |
| 12 | Слободан Соро       | 1978, Нови-Сад, Сербия    | водное поло (мужской турнир) | Группа В: Германия — 11:7 (1:3, 5:2, 2:2, 3:0) Хорватия — 8:11 (3:1, 1:4, 1:4, 3:2) США — 4:2 (0:0, 2:1, 2:0, 0:1) Китай — 15:5 (5:2, 2:1, 4:2, 4:0) Италия — 12:13 (3:3, 2:3, 3:5, 4:2) Итог: 3 место в группе, вышли в четвертьфинал Четвертьфинал: Испания — 9:5 (0:1, 5:1, 2:1, 2:2) Полуфинал: США — 5:10 (3:3, 1:2, 1:2, 0:3) Матч за третье место: Черногория — 6:4 (2:0, 2:1, 2:1, 0:2) Итог: бронзовая медаль | Вторая бронзовая медаль Сербии на Олимпиаде в Пекине |
| 13 | Живко Гоцич         | 1982, Белград, Сербия     | водное поло (мужской турнир) | Группа В: Германия — 11:7 (1:3, 5:2, 2:2, 3:0) Хорватия — 8:11 (3:1, 1:4, 1:4, 3:2) США — 4:2 (0:0, 2:1, 2:0, 0:1) Китай — 15:5 (5:2, 2:1, 4:2, 4:0) Италия — 12:13 (3:3, 2:3, 3:5, 4:2) Итог: 3 место в группе, вышли в четвертьфинал Четвертьфинал: Испания — 9:5 (0:1, 5:1, 2:1, 2:2) Полуфинал: США — 5:10 (3:3, 1:2, 1:2, 0:3) Матч за третье место: Черногория — 6:4 (2:0, 2:1, 2:1, 0:2) Итог: бронзовая медаль | Вторая бронзовая медаль Сербии на Олимпиаде в Пекине |

### Волейбол
Участвовало 24 спортсмена мужской и женской команд — самая большая сербская спортивная делегация на Олимпиаде 2008.
| №  | Спортсмен         | Год и место рождения              | Дисциплина                | Результаты выступлений | Примечание |
| -- | ----------------- | --------------------------------- | ------------------------- | --- | ---------- |
| 1  | Никола Ковачевич  | 1983, Кралево, Сербия             | волейбол (мужской турнир) | Группа В: Россия — 1:3 (25:20, 21:25, 22:25, 14:25) Бразилия — 1:3 (27:25, 20:25, 17:25, 21:25) Польша — 1:3 (29:31, 25:22, 22:25, 21:25) Германия — 3:1 (25:21, 27:25, 24:26, 25:23) Египет — 3:0 (25:16, 25:13, 25:17) Итог: 4 место в группе, вышли в четвертьфинал Четвертьфинал: США — 2:3 (25:20, 23:25, 25:21, 18:25, 12:15) Итог: не прошли в полуфинал |            |
| 2  | Деян Бойович      | 1983, Смедеревска-Паланка, Сербия | волейбол (мужской турнир) | Группа В: Россия — 1:3 (25:20, 21:25, 22:25, 14:25) Бразилия — 1:3 (27:25, 20:25, 17:25, 21:25) Польша — 1:3 (29:31, 25:22, 22:25, 21:25) Германия — 3:1 (25:21, 27:25, 24:26, 25:23) Египет — 3:0 (25:16, 25:13, 25:17) Итог: 4 место в группе, вышли в четвертьфинал Четвертьфинал: США — 2:3 (25:20, 23:25, 25:21, 18:25, 12:15) Итог: не прошли в полуфинал |            |
| 3  | Новица Белица     | 1983, Хорватия                    | волейбол (мужской турнир) | Группа В: Россия — 1:3 (25:20, 21:25, 22:25, 14:25) Бразилия — 1:3 (27:25, 20:25, 17:25, 21:25) Польша — 1:3 (29:31, 25:22, 22:25, 21:25) Германия — 3:1 (25:21, 27:25, 24:26, 25:23) Египет — 3:0 (25:16, 25:13, 25:17) Итог: 4 место в группе, вышли в четвертьфинал Четвертьфинал: США — 2:3 (25:20, 23:25, 25:21, 18:25, 12:15) Итог: не прошли в полуфинал |            |
| 4  | Никола Грбич      | 1973, Клек, Сербия                | волейбол (мужской турнир) | Группа В: Россия — 1:3 (25:20, 21:25, 22:25, 14:25) Бразилия — 1:3 (27:25, 20:25, 17:25, 21:25) Польша — 1:3 (29:31, 25:22, 22:25, 21:25) Германия — 3:1 (25:21, 27:25, 24:26, 25:23) Египет — 3:0 (25:16, 25:13, 25:17) Итог: 4 место в группе, вышли в четвертьфинал Четвертьфинал: США — 2:3 (25:20, 23:25, 25:21, 18:25, 12:15) Итог: не прошли в полуфинал |            |
| 5  | Боян Янич         | 1982, Белград, Сербия             | волейбол (мужской турнир) | Группа В: Россия — 1:3 (25:20, 21:25, 22:25, 14:25) Бразилия — 1:3 (27:25, 20:25, 17:25, 21:25) Польша — 1:3 (29:31, 25:22, 22:25, 21:25) Германия — 3:1 (25:21, 27:25, 24:26, 25:23) Египет — 3:0 (25:16, 25:13, 25:17) Итог: 4 место в группе, вышли в четвертьфинал Четвертьфинал: США — 2:3 (25:20, 23:25, 25:21, 18:25, 12:15) Итог: не прошли в полуфинал |            |
| 6  | Владо Петкович    | 1983, Кралево, Сербия             | волейбол (мужской турнир) | Группа В: Россия — 1:3 (25:20, 21:25, 22:25, 14:25) Бразилия — 1:3 (27:25, 20:25, 17:25, 21:25) Польша — 1:3 (29:31, 25:22, 22:25, 21:25) Германия — 3:1 (25:21, 27:25, 24:26, 25:23) Египет — 3:0 (25:16, 25:13, 25:17) Итог: 4 место в группе, вышли в четвертьфинал Четвертьфинал: США — 2:3 (25:20, 23:25, 25:21, 18:25, 12:15) Итог: не прошли в полуфинал |            |
| 7  | Марко Самарджич   | 1989, Иваница, Сербия             | волейбол (мужской турнир) | Группа В: Россия — 1:3 (25:20, 21:25, 22:25, 14:25) Бразилия — 1:3 (27:25, 20:25, 17:25, 21:25) Польша — 1:3 (29:31, 25:22, 22:25, 21:25) Германия — 3:1 (25:21, 27:25, 24:26, 25:23) Египет — 3:0 (25:16, 25:13, 25:17) Итог: 4 место в группе, вышли в четвертьфинал Четвертьфинал: США — 2:3 (25:20, 23:25, 25:21, 18:25, 12:15) Итог: не прошли в полуфинал |            |
| 8  | Иван Милькович    | 1979, Ниш, Сербия                 | волейбол (мужской турнир) | Группа В: Россия — 1:3 (25:20, 21:25, 22:25, 14:25) Бразилия — 1:3 (27:25, 20:25, 17:25, 21:25) Польша — 1:3 (29:31, 25:22, 22:25, 21:25) Германия — 3:1 (25:21, 27:25, 24:26, 25:23) Египет — 3:0 (25:16, 25:13, 25:17) Итог: 4 место в группе, вышли в четвертьфинал Четвертьфинал: США — 2:3 (25:20, 23:25, 25:21, 18:25, 12:15) Итог: не прошли в полуфинал |            |
| 9  | Милош Никич       | 1986, Будва, Черногория           | волейбол (мужской турнир) | Группа В: Россия — 1:3 (25:20, 21:25, 22:25, 14:25) Бразилия — 1:3 (27:25, 20:25, 17:25, 21:25) Польша — 1:3 (29:31, 25:22, 22:25, 21:25) Германия — 3:1 (25:21, 27:25, 24:26, 25:23) Египет — 3:0 (25:16, 25:13, 25:17) Итог: 4 место в группе, вышли в четвертьфинал Четвертьфинал: США — 2:3 (25:20, 23:25, 25:21, 18:25, 12:15) Итог: не прошли в полуфинал |            |
| 10 | Андрия Герич      | 1977, Нови-Сад, Сербия            | волейбол (мужской турнир) | Группа В: Россия — 1:3 (25:20, 21:25, 22:25, 14:25) Бразилия — 1:3 (27:25, 20:25, 17:25, 21:25) Польша — 1:3 (29:31, 25:22, 22:25, 21:25) Германия — 3:1 (25:21, 27:25, 24:26, 25:23) Египет — 3:0 (25:16, 25:13, 25:17) Итог: 4 место в группе, вышли в четвертьфинал Четвертьфинал: США — 2:3 (25:20, 23:25, 25:21, 18:25, 12:15) Итог: не прошли в полуфинал |            |
| 11 | Саша Старович     | 1988, Босния и Герцеговина        | волейбол (мужской турнир) | Группа В: Россия — 1:3 (25:20, 21:25, 22:25, 14:25) Бразилия — 1:3 (27:25, 20:25, 17:25, 21:25) Польша — 1:3 (29:31, 25:22, 22:25, 21:25) Германия — 3:1 (25:21, 27:25, 24:26, 25:23) Египет — 3:0 (25:16, 25:13, 25:17) Итог: 4 место в группе, вышли в четвертьфинал Четвертьфинал: США — 2:3 (25:20, 23:25, 25:21, 18:25, 12:15) Итог: не прошли в полуфинал |            |
| 12 | Марко Подрашчанин | 1987, Нови-Сад, Сербия            | волейбол (мужской турнир) | Группа В: Россия — 1:3 (25:20, 21:25, 22:25, 14:25) Бразилия — 1:3 (27:25, 20:25, 17:25, 21:25) Польша — 1:3 (29:31, 25:22, 22:25, 21:25) Германия — 3:1 (25:21, 27:25, 24:26, 25:23) Египет — 3:0 (25:16, 25:13, 25:17) Итог: 4 место в группе, вышли в четвертьфинал Четвертьфинал: США — 2:3 (25:20, 23:25, 25:21, 18:25, 12:15) Итог: не прошли в полуфинал |            |
| 13 | Елена Николич     | 1982, Белград, Сербия             | волейбол (женский турнир) | Группа В: Казахстан — 3:1 (25:21, 25:17, 23:25, 25:21) Алжир — 3:0 (25:14, 25:13, 25:13) Бразилия — 0:3 (15:25, 13:25, 23:25) Италия — 0:3 (23:25, 20:25, 19:25) Россия — 0:3 (21:25, 16:25, 20:25) Итог: 4 место в группе, вышли в четвертьфинал Четвертьфинал: Куба — 0:3 (24:26, 19:25, 24:26) Итог: не вышли в полуфинал                                    |            |
| 14 | Йована Бракочевич | 1988, Зренянин, Сербия            | волейбол (женский турнир) | Группа В: Казахстан — 3:1 (25:21, 25:17, 23:25, 25:21) Алжир — 3:0 (25:14, 25:13, 25:13) Бразилия — 0:3 (15:25, 13:25, 23:25) Италия — 0:3 (23:25, 20:25, 19:25) Россия — 0:3 (21:25, 16:25, 20:25) Итог: 4 место в группе, вышли в четвертьфинал Четвертьфинал: Куба — 0:3 (24:26, 19:25, 24:26) Итог: не вышли в полуфинал                                    |            |
| 15 | Ивана Джерисило   | 1983, Белград, Сербия             | волейбол (женский турнир) | Группа В: Казахстан — 3:1 (25:21, 25:17, 23:25, 25:21) Алжир — 3:0 (25:14, 25:13, 25:13) Бразилия — 0:3 (15:25, 13:25, 23:25) Италия — 0:3 (23:25, 20:25, 19:25) Россия — 0:3 (21:25, 16:25, 20:25) Итог: 4 место в группе, вышли в четвертьфинал Четвертьфинал: Куба — 0:3 (24:26, 19:25, 24:26) Итог: не вышли в полуфинал                                    |            |
| 16 | Мая Огненович     | 1984, Зренянин, Сербия            | волейбол (женский турнир) | Группа В: Казахстан — 3:1 (25:21, 25:17, 23:25, 25:21) Алжир — 3:0 (25:14, 25:13, 25:13) Бразилия — 0:3 (15:25, 13:25, 23:25) Италия — 0:3 (23:25, 20:25, 19:25) Россия — 0:3 (21:25, 16:25, 20:25) Итог: 4 место в группе, вышли в четвертьфинал Четвертьфинал: Куба — 0:3 (24:26, 19:25, 24:26) Итог: не вышли в полуфинал                                    |            |
| 17 | Наташа Крсманович | 1985, Ужице, Сербия               | волейбол (женский турнир) | Группа В: Казахстан — 3:1 (25:21, 25:17, 23:25, 25:21) Алжир — 3:0 (25:14, 25:13, 25:13) Бразилия — 0:3 (15:25, 13:25, 23:25) Италия — 0:3 (23:25, 20:25, 19:25) Россия — 0:3 (21:25, 16:25, 20:25) Итог: 4 место в группе, вышли в четвертьфинал Четвертьфинал: Куба — 0:3 (24:26, 19:25, 24:26) Итог: не вышли в полуфинал                                    |            |
| 18 | Брижитка Молнар   | 1985, Клек, Сербия                | волейбол (женский турнир) | Группа В: Казахстан — 3:1 (25:21, 25:17, 23:25, 25:21) Алжир — 3:0 (25:14, 25:13, 25:13) Бразилия — 0:3 (15:25, 13:25, 23:25) Италия — 0:3 (23:25, 20:25, 19:25) Россия — 0:3 (21:25, 16:25, 20:25) Итог: 4 место в группе, вышли в четвертьфинал Четвертьфинал: Куба — 0:3 (24:26, 19:25, 24:26) Итог: не вышли в полуфинал                                    |            |
| 19 | Йована Весович    | 1987, Ужице, Сербия               | волейбол (женский турнир) | Группа В: Казахстан — 3:1 (25:21, 25:17, 23:25, 25:21) Алжир — 3:0 (25:14, 25:13, 25:13) Бразилия — 0:3 (15:25, 13:25, 23:25) Италия — 0:3 (23:25, 20:25, 19:25) Россия — 0:3 (21:25, 16:25, 20:25) Итог: 4 место в группе, вышли в четвертьфинал Четвертьфинал: Куба — 0:3 (24:26, 19:25, 24:26) Итог: не вышли в полуфинал                                    |            |
| 20 | Саня Малагурски   | 1990, Суботица, Сербия            | волейбол (женский турнир) | Группа В: Казахстан — 3:1 (25:21, 25:17, 23:25, 25:21) Алжир — 3:0 (25:14, 25:13, 25:13) Бразилия — 0:3 (15:25, 13:25, 23:25) Италия — 0:3 (23:25, 20:25, 19:25) Россия — 0:3 (21:25, 16:25, 20:25) Итог: 4 место в группе, вышли в четвертьфинал Четвертьфинал: Куба — 0:3 (24:26, 19:25, 24:26) Итог: не вышли в полуфинал                                    |            |
| 21 | Весна Читакович   | 1979, Ужице, Сербия               | волейбол (женский турнир) | Группа В: Казахстан — 3:1 (25:21, 25:17, 23:25, 25:21) Алжир — 3:0 (25:14, 25:13, 25:13) Бразилия — 0:3 (15:25, 13:25, 23:25) Италия — 0:3 (23:25, 20:25, 19:25) Россия — 0:3 (21:25, 16:25, 20:25) Итог: 4 место в группе, вышли в четвертьфинал Четвертьфинал: Куба — 0:3 (24:26, 19:25, 24:26) Итог: не вышли в полуфинал                                    |            |
| 22 | Мая Симанич       | 1980, Хорватия                    | волейбол (женский турнир) | Группа В: Казахстан — 3:1 (25:21, 25:17, 23:25, 25:21) Алжир — 3:0 (25:14, 25:13, 25:13) Бразилия — 0:3 (15:25, 13:25, 23:25) Италия — 0:3 (23:25, 20:25, 19:25) Россия — 0:3 (21:25, 16:25, 20:25) Итог: 4 место в группе, вышли в четвертьфинал Четвертьфинал: Куба — 0:3 (24:26, 19:25, 24:26) Итог: не вышли в полуфинал                                    |            |
| 23 | Стефана Велькович | 1990, Ягодина, Сербия             | волейбол (женский турнир) | Группа В: Казахстан — 3:1 (25:21, 25:17, 23:25, 25:21) Алжир — 3:0 (25:14, 25:13, 25:13) Бразилия — 0:3 (15:25, 13:25, 23:25) Италия — 0:3 (23:25, 20:25, 19:25) Россия — 0:3 (21:25, 16:25, 20:25) Итог: 4 место в группе, вышли в четвертьфинал Четвертьфинал: Куба — 0:3 (24:26, 19:25, 24:26) Итог: не вышли в полуфинал                                    |            |
| 24 | Сузана Чебич      | 1984, Косьерич, Сербия            | волейбол (женский турнир) | Группа В: Казахстан — 3:1 (25:21, 25:17, 23:25, 25:21) Алжир — 3:0 (25:14, 25:13, 25:13) Бразилия — 0:3 (15:25, 13:25, 23:25) Италия — 0:3 (23:25, 20:25, 19:25) Россия — 0:3 (21:25, 16:25, 20:25) Итог: 4 место в группе, вышли в четвертьфинал Четвертьфинал: Куба — 0:3 (24:26, 19:25, 24:26) Итог: не вышли в полуфинал                                    |            |

### Велоспорт
Участвовали два спортсмена в одной дисциплине — групповой шоссейной гонке, которые из 90 финишировавших заняли 66-е и 84-е места.
| № | Спортсмен         | Год и место рождения         | Дисциплина                          | Результаты выступлений     | Примечание |
| - | ----------------- | ---------------------------- | ----------------------------------- | -------------------------- | ---------- |
| 1 | Иван Стевич       | 1980, Белград, Сербия        | групповая шоссейная гонка (мужчины) | 66 место, 6:35,44 (+11:55) |            |
| 2 | Небойша Йованович | 1983, Бачки-Петровац, Сербия | групповая шоссейная гонка (мужчины) | 84 место, 6:49,59 (+26:10) |            |

### Лёгкая атлетика
Участвовало 10 спортсменов — 5 женщин, 5 мужчин, в 10 дисциплинах
| №  | Спортсмен         | Год и место рождения            | Дисциплина                                 | Результаты выступлений | Примечание              |
| -- | ----------------- | ------------------------------- | ------------------------------------------ | --- | ----------------------- |
| 1  | Оливера Евтич     | 1977, Ужице, Сербия             | марафон (женщины)                          | Сошла с дистанции на 23 км Итог: выбыла из участия |                         |
| 2  | Драгана Томашевич | 1982, Сремска-Митровица, Сербия | метание диска (женщины)                    | Квалификация: 1 — 55,59 2 — не засчитано 3 — 60,19 Итог: 13 место, выбыла из участия |                         |
| 3  | Биляна Топич      | 1977, Шабац, Сербия             | тройной прыжок (женщины)                   | Квалификация: 1 — не засчитано 2 — 14,11 3 — 14,14 Итог: 13 место, выбыла из участия |                         |
| 4  | Ивана Шпанович    | 1990, Зренянин, Сербия          | прыжки в длину (женщины)                   | Квалификация: 1 — не засчитано 2 — не засчитано 3 — 6,30 Итог: 30 место, выбыла из участия                                                                                                 |                         |
| 5  | Татьяна Елача     | 1990, Сремска-Митровица, Сербия | метание копья (женщины)                    | Квалификация: 1 — не засчитано 2 — не засчитано 3 — не засчитано Итог: выбыла из участия                                                                                                   |                         |
| 6  | Предраг Филипович | 1978, Лесковац, Сербия          | спортивная ходьба, 20 километров (мужчины) | 41 место, 1:28:15 |                         |
| 7  | Ненад Филипович   | 1978, Лесковац, Сербия          | спортивная ходьба, 50 километров (мужчины) | 30 место, 4:02:16 | Установил личный рекорд |
| 8  | Драгутин Топич    | 1971, Белград, Сербия           | прыжки в высоту (мужчины)                  | Квалификация: 2,10 — пропустил 2,15 — удачно с первой попытки 2,20 — удачно со второй попытки 2,25 — удачно со второй попытки 2,29 — три попытки неудачно Итог: 17 место, выбыл из участия |                         |
| 9  | Асмир Колашинац   | 1984, Скопье, Македония         | толкание ядра (мужчины)                    | Квалификация: 1 — 18,32 2 — не засчитано 3 — 19,01 Итог: 33 место, выбыл из участия |                         |
| 10 | Горан Нава        | 1981, Болонья, Италия           | бег, 1500 метров (мужчины)                 | Раунд 1: 3:42,92 Итог: 6 место в забеге, выбыл из участия |                         |

### Настольный теннис
Участвовал один спортсмен, который не смог достичь значительных результатов.
| № | Спортсмен              | Год и место рождения  | Дисциплина               | Результаты выступлений | Примечание |
| - | ---------------------- | --------------------- | ------------------------ | --- | ---------- |
| 1 | Александар Каракашевич | 1975, Белград, Сербия | мужской одиночный разряд | 1 раунд: Цем Цзэн — 4:1 (11:8, 13:11, 11:7, 9:11, 11:1) 2 раунд: Йорген Перссон — 2:4 (8-11, 11-8, 10-12, 11-8, 8-11, 7-11) Итог: не вышел в 3 раунд |            |

### Плавание
Участвовало 9 спортсменов — 4 женщины и 5 мужчин, в 11 дисциплинах.
| № | Спортсмен             | Год и место рождения   | Дисциплина                          | Результаты выступлений | Примечание |
| - | --------------------- | ---------------------- | ----------------------------------- | --- | --- |
| 1 | Мирослава Найдановски | 1988, Зренянин, Сербия | 50 метров вольным стилем (женщины)  | Не стартовала Итог: выбыла из участия | |
| 1 | Мирослава Найдановски | 1988, Зренянин, Сербия | 100 метров вольным стилем (женщины) | Отборочный заплыв: 0:56,50 Итог: 38 место, выбыла из участия                                                                                                | |
| 2 | Милица Остоич         | 1991, Белград, Сербия  | 200 метров вольным стилем (женщины) | Отборочный заплыв: 2:03,19 Итог: 40 место, выбыла из участия                                                                                                | Рекорд Сербии |
| 3 | Наджа Хигл            | 1987, Панчево, Сербия  | 100 метров брассом (женщины)        | Отборочный заплыв: 1:13,19 Итог: 43 место, выбыла из участия                                                                                                | |
| 3 | Наджа Хигл            | 1987, Панчево, Сербия  | 200 метров брассом (женщины)        | Отборочный заплыв: 2:32,78 Итог: 33 место, выбыла из участия                                                                                                | |
| 4 | Марица Штражмештер    | 1981, Кикинда, Сербия  | 100 метров на спине (женщины)       | Отборочный заплыв: 1:03,56 Итог: 40 место, выбыла из участия                                                                                                | Рекорд Сербии |
| 5 | Милорад Чавич         | 1984, Анахайм, США     | 100 метров вольным стилем (мужчины) | Отборочный заплыв: 0:48,15 Итог: 6 место, вышел в полуфинал Полуфинал: не стартовал Итог: выбыл из участия                                                  | Отказался от участия, чтобы подготовиться к заплывам на 100 м баттерфляем |
| 5 | Милорад Чавич         | 1984, Анахайм, США     | 100 метров баттерфляем (мужчины)    | Отборочный заплыв: 0:50,76 Итог: 1 место, вышел в полуфинал Полуфинал: 0:50,92 Итог: 1 место, вышел в финал Финал: 0:50,59 Итог: 2 место, серебряная медаль | · В отборочном заплыве установил Олимпийский рекорд и рекорд Европы · В финале установил новый рекорд Европы · Отстал от победителя Майкла Фелпса на 0,01 секунды · Первая олимпийская медаль спортсмена · Первая и единственная серебряная медаль Сербии на Олимпиаде 2008 |
| 6 | Иван Ленджер          | 1990, Зренянин, Сербия | 100 метров баттерфляем (мужчины)    | Отборочный заплыв: 0:53,41 Итог: 40 место, выбыл из участия                                                                                                 | |
| 7 | Владан Маркович       | 1977, Белград, Сербия  | 200 метров баттерфляем (мужчины)    | Отборочный заплыв: 2:03,12 Итог: 43 место, выбыл из участия                                                                                                 | |
| 8 | Радован Силевски      | 1986, Белград, Сербия  | 200 метров вольным стилем (мужчины) | Отборочный заплыв: 1:50,25 Итог: 40 место, выбыл из участия                                                                                                 | Рекорд Сербии |
| 9 | Чаба Силаджи          | 1990, Сента, Сербия    | 100 метров брассом (мужчины)        | Отборочный заплыв: 1:02,31 Итог: 40 место, выбыл из участия                                                                                                 | |

### Стрельба
Участвовало 5 спортсменов — 2 женщины и 3 мужчины, в 9 дисциплинах.
| № | Спортсмен            | Год и место рождения    | Дисциплина                                   | Результаты выступлений                                                                                       | Примечание |
| - | -------------------- | ----------------------- | -------------------------------------------- | --- | ---------- |
| 1 | Ясна Шекарич         | 1965, Белград, Сербия   | Пневматический пистолет, 10 метров (женщины) | Квалификация: 96+94+98+96=384 Итог: 6 место, вышла в финал Финал: 384+96,9=480,9 Итог: 6 место               |            |
| 1 | Ясна Шекарич         | 1965, Белград, Сербия   | Пистолет, 25 метров (женщины)                | Квалификация: (96+95+94)+(99+98+96)=578 Итог: 21 место, не вышла в финал                                     |            |
| 2 | Лидия Михайлович     | 1968, Ниш, Сербия       | Пневматическая винтовка, 10 метров (женщины) | Квалификация: 99+97+100+98=394 Итог: 20 место, не вышла в финал                                              |            |
| 2 | Лидия Михайлович     | 1968, Ниш, Сербия       | Винтовка с трёх позиций, 50 метров (женщины) | Квалификация: (99+100)+(96+95)+(97+99)=586 Итог: 4 место, вышла в финал Финал: 586+100,0=686,0 Итог: 7 место |            |
| 3 | Стеван Плетикосич    | 1972, Крагуевац, Сербия | Пневматическая винтовка, 10 метров (мужчины) | Квалификация: 100+98+100+98+99+100=595 Итог: 8 место, вышел в финал Финал: 595+102,7=697,7 Итог: 7 место     |            |
| 3 | Стеван Плетикосич    | 1972, Крагуевац, Сербия | Винтовка лёжа, 50 метров (мужчины)           | Квалификация: 99+99+99+98+100+99=594 Итог: 10 место, не вышел в финал                                        |            |
| 3 | Стеван Плетикосич    | 1972, Крагуевац, Сербия | Винтовка с трёх позиций, 50 метров (мужчины) | Квалификация: (99+99+100+100)+(91+94+97+96)+(98+98+99+97)=1168 Итог: 11 место, не вышел в финал              |            |
| 4 | Неманья Мирославльев | 1970, Нови-Сад, Сербия  | Пневматическая винтовка, 10 метров (мужчины) | Квалификация: 99+98+98+100+100+98=593 Итог: 17 место, не вышел в финал                                       |            |
| 4 | Неманья Мирославльев | 1970, Нови-Сад, Сербия  | Винтовка лёжа, 50 метров (мужчины)           | Квалификация: 100+99+99+97+99+96=590 Итог: 33 место, не вышел в финал                                        |            |
| 4 | Неманья Мирославльев | 1970, Нови-Сад, Сербия  | Винтовка с трёх позиций, 50 метров (мужчины) | Квалификация: (100+98+100+100)+(93+96+94+98)+(96+98+95+97)=1165 Итог: 20 место, не вышел в финал             |            |
| 5 | Дамир Микец          | 1984, Сплит, Хорватия   | Пневматический пистолет, 10 метров (мужчины) | Квалификация: 96+98+95+99+98+94=580 Итог: 14 место, не вышел в финал                                         |            |
| 5 | Дамир Микец          | 1984, Сплит, Хорватия   | Пистолет, 50 метров (мужчины)                | Квалификация: 92+93+94+95+95+90=559 Итог: 8 место, вышел в финал Финал: 559+96,8=655,8 Итог: 7 место         |            |

### Теннис
Было заявлено пять спортсменов, но Ана Иванович из-за травмы не смогла приступить к соревнованиям. Новак Джокович завоевал бронзовую медаль в мужском одиночном разряде, а Елена Янкович в женском одиночном разряде смогла выйти в четвертьфинал.
| № | Спортсмен       | Год и место рождения  | Дисциплина                                          | Результаты выступлений | Примечание |
| - | --------------- | --------------------- | --------------------------------------------------- | --- | --- |
| 1 | Елена Янкович   | 1985, Белград, Сербия | женский одиночный разряд                            | 1 раунд: Кара Блэк — 6:3, 6:3 2 раунд: Алёна Бондаренко — 7:5, 6:1 3 раунд: Доминика Цибулкова — 7:5, 6:1 Четвертьфинал: Динара Сафина — 2:6, 7:5, 3:6 Итог: не прошла в полуфинал                                                                                | |
| 2 | Новак Джокович  | 1987, Белград, Сербия | мужской одиночный разряд                            | 1 раунд: Робби Джинепри — 6:4, 6:4 2 раунд: Райнер Шуттлер — 6:4, 6:2 3 раунд: Михаил Южный — 7:6, 6:3 Четвертьфинал: Гаэль Монфис — 4:6, 6:1, 6:4 Полуфинал: Рафаэль Надаль — 4:6, 6:1, 4:6 Матч за третье место: Джеймс Блейк — 6:3, 7:6 Итог: бронзовая медаль | · Первая олимпийская медаль спортсмена. · Первая бронзовая медаль Сербии на Олимпиаде в Пекине · Наивысшее достижение Сербии в этой дисциплине и в этом виде спорта за всю историю |
| 2 | Новак Джокович  | 1987, Белград, Сербия | мужской парный разряд (вместе с Ненадом Зимоничем)  | 1 раунд: Мартин Дамм и Павел Визнер — 6:3, 0:6, 2:6 Итог: не вышел во 2 раунд | |
| 3 | Ненад Зимонич   | 1976, Белград, Сербия | мужской парный разряд (вместе с Новаком Джоковичем) | 1 раунд: Мартин Дамм и Павел Визнер — 6:3, 0:6, 2:6 Итог: не вышел во 2 раунд | |
| 4 | Янко Типсаревич | 1984, Белград, Сербия | мужской одиночный разряд                            | 1 раунд: Давид Феррер — 7:6, 6:2 2 раунд: Оливье Рохус — 6:7, 3:2 отказ играть из-за травмы Итог: не вышел в 3 раунд | |
| 5 | Ана Иванович    | 1987, Белград, Сербия | женский одиночный разряд                            | | Отказалась от выступления по причине травмы пальца руки |

### Футбол
Участвовало 18 спортсменов мужской сборной. Главный тренер — Мирослав Джукич
| №  | Спортсмен           | Год и место рождения       | Дисциплина              | Результаты выступлений | Примечание |
| -- | ------------------- | -------------------------- | ----------------------- | --- | ---------- |
| 1  | Владимир Стойкович  | 1983, Лозница, Сербия      | футбол (мужской турнир) | Группа А: Австралия — 1:1 (0:0) Кот-д'Ивуар — 2:4 (1:2) Аргентина — 0:2 (0:1) Итог: 4 место в группе, не вышли в четвертьфинал |            |
| 2  | Саша Стаменкович    | 1985, Лесковац, Сербия     | футбол (мужской турнир) | Группа А: Австралия — 1:1 (0:0) Кот-д'Ивуар — 2:4 (1:2) Аргентина — 0:2 (0:1) Итог: 4 место в группе, не вышли в четвертьфинал |            |
| 3  | Ненад Томович       | 1987, Крагуевац, Сербия    | футбол (мужской турнир) | Группа А: Австралия — 1:1 (0:0) Кот-д'Ивуар — 2:4 (1:2) Аргентина — 0:2 (0:1) Итог: 4 место в группе, не вышли в четвертьфинал |            |
| 4  | Слободан Райкович   | 1989, Белград, Сербия      | футбол (мужской турнир) | Группа А: Австралия — 1:1 (0:0) Кот-д'Ивуар — 2:4 (1:2) Аргентина — 0:2 (0:1) Итог: 4 место в группе, не вышли в четвертьфинал |            |
| 5  | Душко Тошич         | 1985, Белград, Сербия      | футбол (мужской турнир) | Группа А: Австралия — 1:1 (0:0) Кот-д'Ивуар — 2:4 (1:2) Аргентина — 0:2 (0:1) Итог: 4 место в группе, не вышли в четвертьфинал |            |
| 6  | Александар Коларов  | 1985, Нови-Сад, Сербия     | футбол (мужской турнир) | Группа А: Австралия — 1:1 (0:0) Кот-д'Ивуар — 2:4 (1:2) Аргентина — 0:2 (0:1) Итог: 4 место в группе, не вышли в четвертьфинал |            |
| 7  | Марко Йованович     | 1988, Белград, Сербия      | футбол (мужской турнир) | Группа А: Австралия — 1:1 (0:0) Кот-д'Ивуар — 2:4 (1:2) Аргентина — 0:2 (0:1) Итог: 4 место в группе, не вышли в четвертьфинал |            |
| 8  | Милан Смилянич      | 1986, Кальмар, Швеция      | футбол (мужской турнир) | Группа А: Австралия — 1:1 (0:0) Кот-д'Ивуар — 2:4 (1:2) Аргентина — 0:2 (0:1) Итог: 4 место в группе, не вышли в четвертьфинал |            |
| 9  | Андрия Калуджерович | 1987, Бачка-Топола, Сербия | футбол (мужской турнир) | Группа А: Австралия — 1:1 (0:0) Кот-д'Ивуар — 2:4 (1:2) Аргентина — 0:2 (0:1) Итог: 4 место в группе, не вышли в четвертьфинал |            |
| 10 | Никола Гулан        | 1989, Белград, Сербия      | футбол (мужской турнир) | Группа А: Австралия — 1:1 (0:0) Кот-д'Ивуар — 2:4 (1:2) Аргентина — 0:2 (0:1) Итог: 4 место в группе, не вышли в четвертьфинал |            |
| 11 | Любомир Фейса       | 1979, Врбас, Сербия        | футбол (мужской турнир) | Группа А: Австралия — 1:1 (0:0) Кот-д'Ивуар — 2:4 (1:2) Аргентина — 0:2 (0:1) Итог: 4 место в группе, не вышли в четвертьфинал |            |
| 12 | Предраг Павлович    | 1986, Крушевац, Сербия     | футбол (мужской турнир) | Группа А: Австралия — 1:1 (0:0) Кот-д'Ивуар — 2:4 (1:2) Аргентина — 0:2 (0:1) Итог: 4 место в группе, не вышли в четвертьфинал |            |
| 13 | Зоран Тошич         | 1987, Зренянин, Сербия     | футбол (мужской турнир) | Группа А: Австралия — 1:1 (0:0) Кот-д'Ивуар — 2:4 (1:2) Аргентина — 0:2 (0:1) Итог: 4 место в группе, не вышли в четвертьфинал |            |
| 14 | Душан Тадич         | 1988, Бачка-Топола, Сербия | футбол (мужской турнир) | Группа А: Австралия — 1:1 (0:0) Кот-д'Ивуар — 2:4 (1:2) Аргентина — 0:2 (0:1) Итог: 4 место в группе, не вышли в четвертьфинал |            |
| 15 | Александар Живкович | 1977, Ниш, Сербия          | футбол (мужской турнир) | Группа А: Австралия — 1:1 (0:0) Кот-д'Ивуар — 2:4 (1:2) Аргентина — 0:2 (0:1) Итог: 4 место в группе, не вышли в четвертьфинал |            |
| 16 | Джордже Ракич       | 1985, Крагуевац, Сербия    | футбол (мужской турнир) | Группа А: Австралия — 1:1 (0:0) Кот-д'Ивуар — 2:4 (1:2) Аргентина — 0:2 (0:1) Итог: 4 место в группе, не вышли в четвертьфинал |            |
| 17 | Гойко Качар         | 1987, Нови-Сад, Сербия     | футбол (мужской турнир) | Группа А: Австралия — 1:1 (0:0) Кот-д'Ивуар — 2:4 (1:2) Аргентина — 0:2 (0:1) Итог: 4 место в группе, не вышли в четвертьфинал |            |
| 18 | Милян Мрдакович     | 1982, Ниш, Сербия          | футбол (мужской турнир) | Группа А: Австралия — 1:1 (0:0) Кот-д'Ивуар — 2:4 (1:2) Аргентина — 0:2 (0:1) Итог: 4 место в группе, не вышли в четвертьфинал |            |